# Flavy-le-Meldeux
Flavy-le-Meldeux är en kommun i departementet Oise i regionen Hauts-de-France i norra Frankrike. Kommunen ligger i kantonen Guiscard som tillhör arrondissementet Compiègne. År 2022 hade Flavy-le-Meldeux 225 invånare.

## Befolkningsutveckling
Antalet invånare i kommunen Flavy-le-Meldeux
| Referens: INSEE |